# Pelecopsis loksai
Pelecopsis loksai är en spindelart som beskrevs av Szinetár och Samu 2003. Pelecopsis loksai ingår i släktet Pelecopsis och familjen täckvävarspindlar.
Artens utbredningsområde är Ungern. Inga underarter finns listade i Catalogue of Life.